# Центр дозвілля «Саутленд»

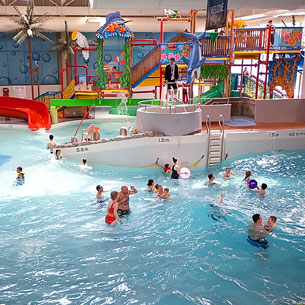
Вид на аквапарк та басейн з хвилями

Центр дозвілля «Саутленд» (англ. Southland Leisure Centre) — це внутрішній центр дозвілля розташований у південно-західній частині громади на Паліссер в Калгарі, Альберта. Його було збудовано того ж часу (хоча з тих пір були внесені доповнення та переробки), що й район. Разом із Віллідж Сквер, це один з двох центрів дозвілля, що належить і управляється міською владою Калгарі.
Центр дозвілля «Саутленд» пропонує широкий спектр зареєстрованих програм та заходів, включаючи спортивні тренування, гімнастику, денні табори, ракетковий спорт, катання на ковзанах, танці, бойові мистецтва, уроки софтболу, хокею та катання на ковзанах. Саутленд також пропонує дошкільні програми, включаючи ігрову школу, заняття в тренажерному залі та багато іншого.

## Зручності
- Басейн з хвилями починається широким і неглибоким (як на пляжі), поступово поглиблюючись до звичайного плавального басейну вдвічі меншої ширини — це «глибокий кінець» у формі коробки (без пірнання).[2]
- Аквапарк: Аквапарк з 500-галонним відром, мотузковими містками, розпилювачами та іншими станціями для бризок.
- Водні гірки: Включає «червону гірку» та «синю гірку», яка виходить у пірнальний басейн. На території аквапарку також є 2 менші гірки.
- Глибоководний пірнальний басейн і трамплін
- Гаряча ванна.
- Парильня.
- Дві ковзанки, названі на честь Джо Крицка і Ед Вейлен.
- Стіна для скелелазіння
- Тренажерний зал
- Багатофункціональні кімнати, названі на честь громад, що проживають у цьому районі, іноді їх називають кімнатами іменинників.
- Центр прокату плавальних засобів, трубок тощо, а також продаж обладнання для басейнів.

## Доступ
Автомобілем до центру дозвілля «Саутленд» можна дістатися з вулиці Southland Drive.

Транзитом до нього можна дістатися через MAX Yellow, як і маршрутами 95, 99, 125 та 126 зі станції Southland.

## Зовнішні посилання
- The City of Calgary Leisure Centres